# Muscopteryx hiemalis
Muscopteryx hiemalis är en tvåvingeart som beskrevs av Henry J. Reinhard 1944. Muscopteryx hiemalis ingår i släktet Muscopteryx och familjen parasitflugor. Inga underarter finns listade i Catalogue of Life.